# Zwierzyniec Trzeci
Zwierzyniec Trzeci [zvjɛˈʐɨɲɛt͡s ˈtʂɛt͡ɕi] é uma aldeia localizada no distrito administrativo de Panki, do condado de Kłobuck, voivodia de Silésia, no sul da Polônia. A aldeia tem uma população de 315 habitantes.